# Lågahylsskinn
Lågahylsskinn (Repetobasidium conicum) är en svampart som först beskrevs av Franz Oberwinkler, och fick sitt nu gällande namn av J. Erikss. & Hjortstam 1981. Enligt Catalogue of Life ingår Lågahylsskinn i släktet Repetobasidium, klassen Agaricomycetes, divisionen basidiesvampar och riket svampar, men enligt Dyntaxa är tillhörigheten istället släktet Repetobasidium, familjen Sistotremataceae, ordningen Polyporales, klassen Agaricomycetes, divisionen basidiesvampar och riket svampar. Arten är reproducerande i Sverige. Inga underarter finns listade i Catalogue of Life.